# Юлмарт

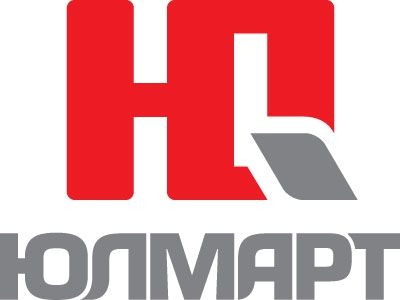
Логотип до 2014 года

«Юлмарт» — бывший частный российский онлайн-ритейлер. Деятельность прекращена 1 марта 2020 года.
Лидер российской интернет-торговли в 2013 году по размеру выручки (около 1 млрд $). Являлся одной из крупнейших интернет-компаний России.
Группа компаний «Юлмарт» основана в 2008 году и включала НАО «Юлмарт» (ИНН 7804402344, ОГРН 1089848006423), ООО «Юлмарт региональная сбытовая компания» и ООО «Юлмарт девелопмент», штаб-квартира находилась в Санкт-Петербурге. НАО «Юлмарт» ликвидировано в 2024 году на основании определения арбитражного суда о завершении конкурсного производства.

## История
Проект под названием «Ulmart» зародился в стенах компании «Ultra Electronics». Впоследствии бренд «Юлмарт», а также программная платформа и оборудование сети магазинов «Ultra Electronics» были выкуплены компанией «Комбриг».
1 июля 2008 года в Санкт-Петербурге на Кондратьевском проспекте, д. 15 был открыт первый магазин компании.
В начале 2009 года «Юлмарт» взял на себя ограниченные обязательства по ремонту оборудования, приобретённого ранее в «Ultra Electronics». В том же году открылся полноформатный магазин в Москве и появляются первые пункты по оформлению и выдаче заказов «Юлмарт Outpost».
В 2010 году в Санкт-Петербурге на Благодатной улице, д. 50 был открыт второй магазин-склад.
В феврале 2013 года запущена новая версия интернет-магазина «Юлмарт». По итогам 2013 года объём продаж компании превысили 1 млрд $, и «Юлмарт» занял первое место рейтинга российского Forbes «20 крупнейших онлайн-магазинов России». В этом же году компания приступила к диверсификации ассортимента, помимо компьютерной, цифровой и бытовой техники, в продаже появились детские товары и игрушки.
Весной 2014 года «Юлмарт» приобрёл долю в Dream Industries (музыкальный сервис Zvooq и книжный Bookmate). Позднее сервисы были интегрированы с площадкой ulmart.ru. Осенью того же года Юлмарт полностью выкупил ООО «Спутниковая компания», которая управляет сетью No Limit Electronics (NLE) (крупнейший дистрибьютор Триколор ТВ).
В 2015 году «Юлмарт» занял третью строчку среди самых крупных интернет-компаний России по версии журнала Forbes, уступив Яндексу и Mail.ru Group. Оценочная стоимость — 1,4 млрд $. В 2016 году Forbes снизил оценку до 1,1 млрд $.
В 2015 году компания заявила о планах провести IPO в 2016 году. На Петербургском международном экономическом форуме было объявлено, что это сделать планируется в 2017 году. По словам руководства, размещение акций произойдёт в самом позднем случае в 2018 году.
В 2017 году «Юлмарт» совместно с фондом «Росконгресс» организовал официальное представительство российского бизнеса на Всемирном экономическом форуме в Давосе — «Русский дом».
В 2018 году «Юлмарт» запустил новый вид торговых точек — центры исполнения заказов (ЦИЗ) малого формата (площадью 300—1000 м² с просторным складом и небольшой торговой зоной) в ключевых городах присутствия и расширил сеть пунктов выдачи заказов до 400 адресов за счёт сотрудничества с логистическим оператором DPD.
В августе 2018 года «Юлмарт» открыл три новых центра исполнения заказов в Москве.
В 2018 году «Юлмарт» запустил на своей онлайн-витрине сервис объявлений для частных лиц «Юлмарт Second» с возможностью диагностики и хранения товаров в центрах исполнения заказов сети.
В 2018 году «Юлмарт» начал работать с поставщиками по комиссионной схеме торговли, а в 2019 года снизил минимальный размер комиссии для поставщиков до 4 % — это одни из самых низких ставок на рынке.
В 2019 году ритейлер сообщил о завершении оптимизации и расширении розничной сети: «Юлмарт» открыл 14 центров исполнения заказов и увеличил число пунктов выдачи до 1 000.
В апреле онлайн-ритейлер подключил для сервиса «Юлмарт Second» опции «Диагностика» и «Хранение» в Москве, Краснодаре и Ростове-на-Дону и расширил список товаров для публикации объявлений до 2300 категорий (появились новые подкатегории компьютерной и бытовой техники и электроники и каталог автозапчастей).

### Банкротство
Определением Арбитражного суда города Санкт-Петербурга и Ленинградской области от 16.11.2016 по заявлению кредитора в отношении непубличного акционерного общества «Юлмарт» возбуждено дело о банкротстве № А56-78582/2016.
В июне 2018 года в отношении «Юлмарта» была введена процедура банкротства — наблюдение.
В компании отметили, что «Юлмарт» продолжит вести операционную деятельность, выполнять обязательства перед партнёрами, клиентами, контрагентами, запускать новые и развивать текущие проекты.
В феврале 2019 года суд признал долг «Юлмарта» перед Сбербанком на 1,3 миллиарда рублей.
15 февраля 2020 года Арбитражный суд Санкт-Петербурга и Ленинградской области признал НАО «Юлмарт» банкротом и ввёл в отношении его конкурсное производство на полгода.
В марте 2020 «Юлмарт» провёл последнюю распродажу со скидками до 60 %.
На основании определения Арбитражного суда города Санкт-Петербурга и Ленинградской области от 29 марта 2024 года Межрайонная инспекция Федеральной налоговой службы № 26 по Санкт-Петербургу внесла запись в ЕГРЮЛ о ликвидации организации с 08 мая 2024 года.
Материалы дела о банкротстве размещены в электронной картотеке арбитражных судов справочно-информационной системы «Мой Арбитр».

## Собственники и руководство
- Дмитрий Костыгин (председатель совета директоров) — 31,6 % и Август Мейер 29,9 %[1];
- Михаил Васинкевич (38,5 % акций).

## Деятельность
Представительства «Юлмарта» находились в более чем 240 городах страны России (Москва, Санкт-Петербург, Екатеринбург, Казань, Самара, Ростов-на-Дону, Воронеж, Саратов, Краснодар и др.). Автопарк состоял из 300 автомобилей разного тоннажа. Ассортимент компании был представлен более чем 120 тыс. товаров, а совокупный ассортимент составлял более 12 млн товаров.
| Год     | Оборот         |
| ------- | -------------- |
| 2009    | 3,3 млрд руб.  |
| 2010    | 7,0 млрд руб.  |
| 2011    | 13,7 млрд руб. |
| 2012    | 24,6 млрд руб. |
| 2013    | 39,7 млрд руб. |
| 2014    | 60,0 млрд руб. |
| 2015    | 62,7 млрд руб. |
| H1 2016 | 20,7 млрд руб. |

В 2009 году «Юлмарт» приобрел торговый знак и производственные мощности «MicroXperts» — изначально североамериканской компании по производству компьютеров и серверов, с 1993 имевшей производство в России. Под этой маркой производились персональные компьютеры, ноутбуки, ультрабуки и моноблоки.
С 2013 года использовался бренд Zifro для цифровой техники: смартфонов, планшетов и т. п. Также применялись бренды Molecula (аксессуары для цифровой техники), Roadweller (автотовары), Lemantino (детские товары), Bookmate (электронные книги по подписке), Zvooq (сервис для прослушивания и скачивания музыки).
В 2016 году на платформе «Юлмарта» было запущено несколько проектов, работающих по модели маркетплейса: Wishni.ru, «Юлмарт Global». Кроме того, были запущены проекты: Slivy.ru, Thelabels.ru, а также шоппинг-мессенджер «Алоль». На онлайн-витрине компании начал работу маркетплейс для поставщиков — клиенты смогли приобретать товары напрямую со складов партнёров компании.

## Структура
Группа компаний «Юлмарт» включала НАО «Юлмарт», ООО «Юлмарт региональная сбытовая компания» и ООО «Юлмарт девелопмент».